# Bertsdorf-Hörnitz
Bertsdorf-Hörnitz ist eine sächsische Gemeinde im Landkreis Görlitz am Rande des Zittauer Gebirges.

## Geografie und Verkehr
Bertsdorf-Hörnitz liegt im Süden des Landkreises im Tal des Bertsdorfer Wassers zwischen zwei über 400 Meter hohen Höhenzügen. Die Mandau fließt  nur durch den Ortsteil Hörnitz. Die Gemeinde befindet sich etwa drei Kilometer westlich der Stadt Zittau und grenzt direkt an diese. Die Gemeinde besitzt auch einen Bahnhof an der Zittauer Schmalspurbahn, der sich jedoch zwei Kilometer außerhalb des Gemeindegebietes befindet.
In Bertsdorf-Hörnitz befinden sich elf Bushaltestellen, welche von den Buslinien 11 und 14 angefahren werden. 2018 entfielen die Fahrten des ehemaligen Stadtbusses von Zittau (Linie A) in den Ortsteil Hörnitz.

## Geschichte
Bertsdorf und Althörnitz wurden als Waldhufendorf, Neuhörnitz als Waldstreifendorf angelegt.

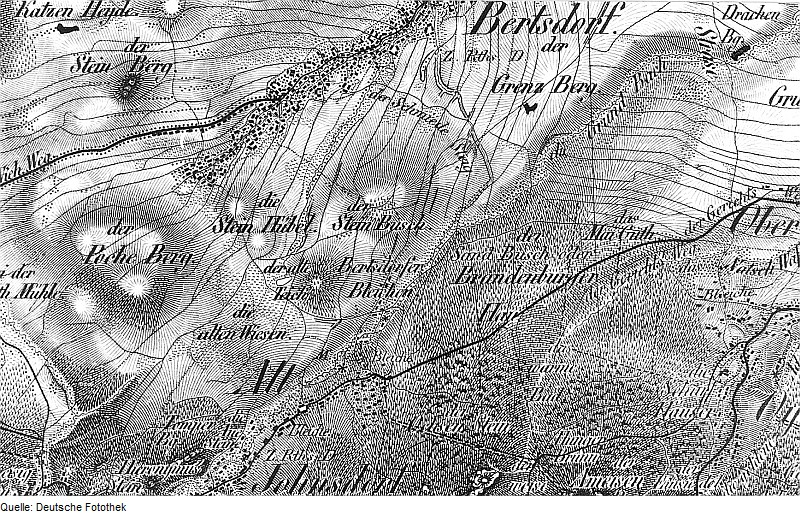
Karte von Oberreit mit Bertsdorf um 1845

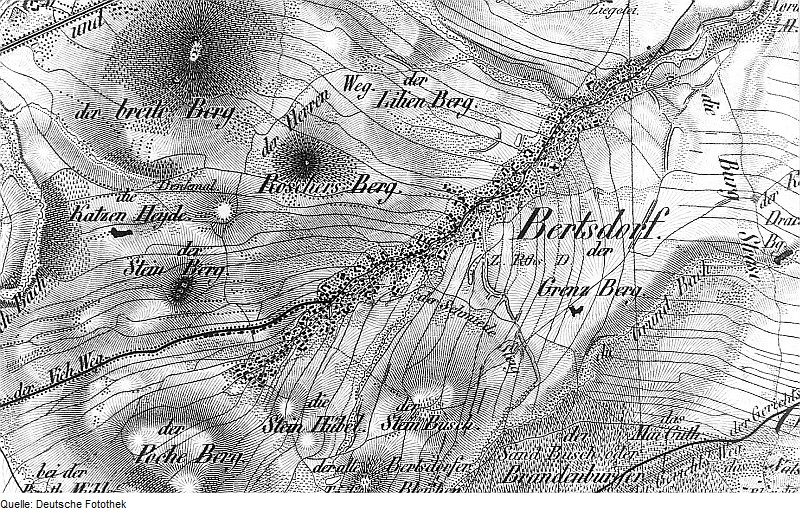
Karte von Oberreit mit südlichem Teil von Bertsdorf um 1845

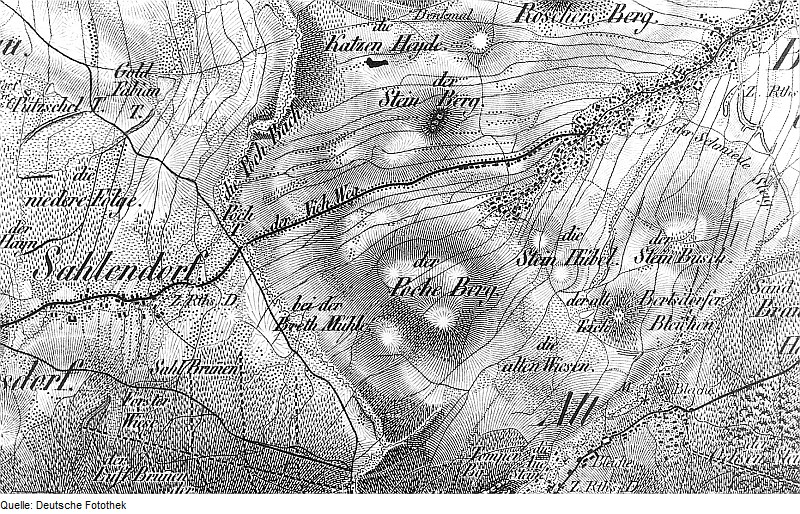
Karte von Oberreit mit Bertsdorf um 1845

Hörnitz wurde 1912 aus Alt- u. Neuhörnitz gebildet.

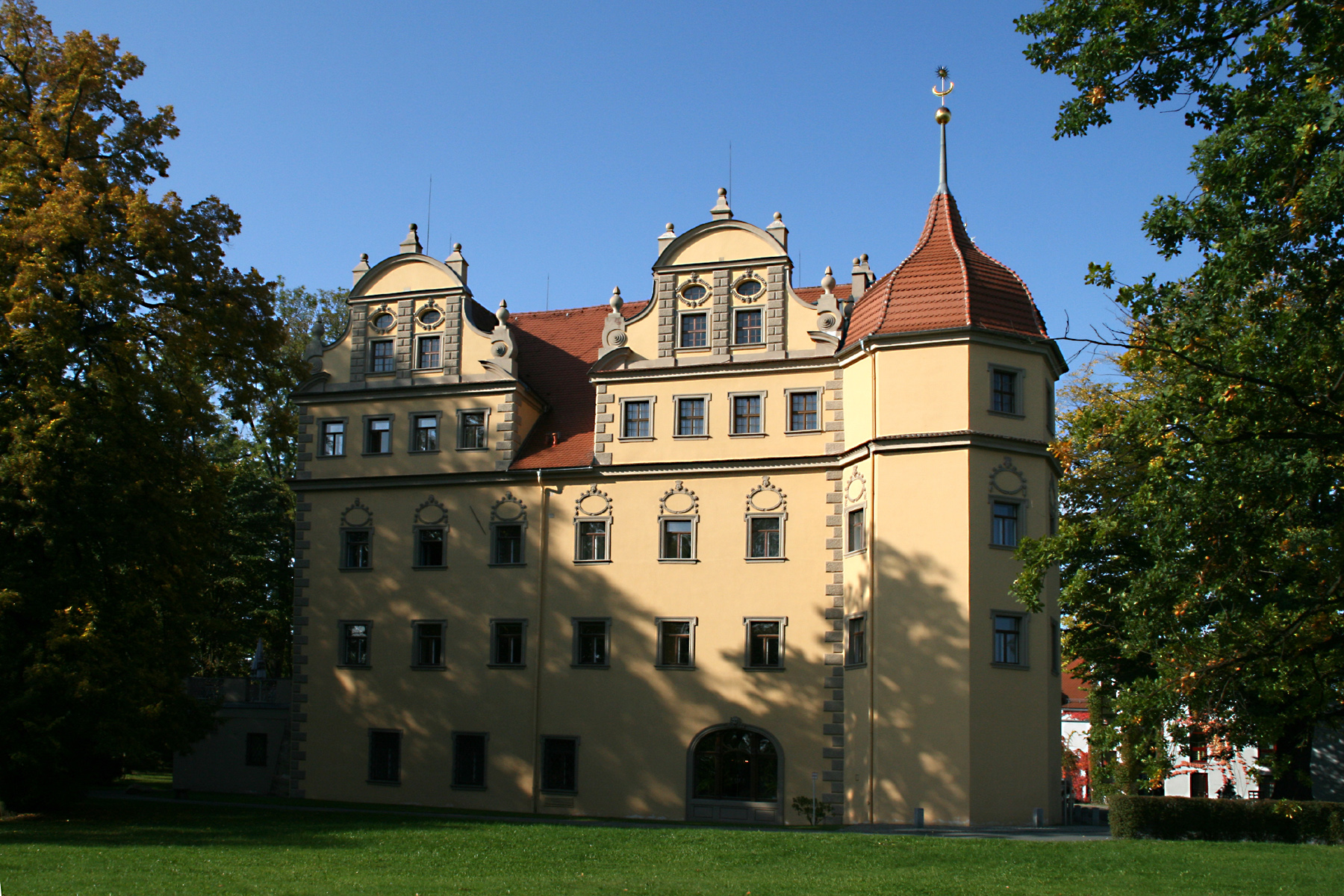
Schloss Althörnitz

Die jetzige Großgemeinde entstand am 1. März 1994 im Rahmen der Gemeindegebietsreform aus den zwei selbstständigen Gemeinden Bertsdorf und Hörnitz. Die Gemeinde wurde in den letzten Jahren mehrfach ausgezeichnet, so mit der Goldmedaille im Wettbewerb Entente Florale Europa 2005 und der Goldmedaille im Bundeswettbewerb 2004. Sie war Schönstes Dorf Sachsens 2003 und in der Endausscheidung des Europäischen Dorferneuerungspreis 2004.

### Ortsnamenformen
- Bertsdorf: 1352: Bertramy villa, 1363: Bertranivilla, 1375: Pertramivilla, 1380/81: Bertramsdorf, 1393: Baldramsdorff (HOV), 1428: Bertransdorff (HOV), 1453: Bertsdorff, 1578: Bertelsdorf (HOV), 1721: Bertzdorff (HOV), 1768: Bertsdorf bey Zittau
- Althörnitz: 1366: Hœrnicz, 1369: Hurnicz, 1386: Hornicz, 1420: Hornicz, 1721: Alt-Hernitz (HOV), 1768: Alt-Hörnitz – Der Name leitet sich vom sorbischen hora für „Berg“ ab und bezeichnet entweder eine erhöht gelegene Siedlung oder aber ein Gewässer, das vom Berg kommt (Hornica, „Bergbach“) und von dem später der Ortsname abgeleitet wurde.[2]
- Neuhörnitz: 1551: Neuhörnitz (HOV), 1768: Neu Hörnitz

### Verwaltungszugehörigkeit
- Bertsdorf: 1777: Görlitzer Kreis, 1843: Landgerichtsbezirk Löbau, 1856: Gerichtsamt Zittau, 1875: Amtshauptmannschaft Zittau, 1952: Landkreis Zittau, 1994: Landkreis Löbau-Zittau
- Hörnitz: 1912: Amtshauptmannschaft Zittau, 1952: Landkreis Zittau
  - Alt- sowie Neuhörnitz: 1777: Görlitzer Kreis, 1843: Landgerichtsbezirk Löbau, 1856: Gerichtsamt Zittau, 1875: Amtshauptmannschaft Zittau, 1952: Landkreis Zittau, 1994: Landkreis Löbau-Zittau

### Einwohnerentwicklung
| Jahr | Einwohner                                                        | Einwohner                                                                           | Einwohner                                    | Einwohner | Einwohner         |
|      | Bertsdorf                                                        | Althörnitz                                                                          | Neuhörnitz                                   | Hörnitz   | Bertsdorf-Hörnitz |
| 1543 | -                                                                | -                                                                                   | 4 Gärtner                                    | -         | -                 |
| 1547 | 61 besessene Mann                                                |                                                                                     | -                                            | -         | -                 |
| 1777 | 40 besessene Mann, 20 Gärtner, 221 Häusler, 3 wüste Wirtschaften | 5 besessene Mann, 18 Gärtner, 57 Häusler, 11 wüste Wirtschaften                     | 22 Gärtner, 24 Häusler, 4 wüste Wirtschaften | -         | -                 |
| 1828 | -                                                                | 631 davon 4 Bauern, 18 Gärtner, 30 Häusler, 59 Mundguthhäusler, 2 Müller, 1 Schmied | -                                            | -         | -                 |
| 1834 | 1987                                                             | 664                                                                                 | 324                                          | -         | -                 |
| 1871 | 1993                                                             | 871                                                                                 | 403                                          | -         | -                 |
| 1890 | 2051                                                             | 1102                                                                                | 426                                          | -         | -                 |
| 1910 | 2055                                                             | 1303                                                                                | 456                                          | -         | -                 |
| 1925 | 2064                                                             | zu Hörnitz                                                                          | zu Hörnitz                                   | 1809      | -                 |
| 1939 | 1975                                                             | -                                                                                   | -                                            | 1668      | -                 |
| 1946 | 2242                                                             | -                                                                                   | -                                            | 1914      | -                 |
| 1950 | -                                                                | -                                                                                   | -                                            | 2000      | -                 |
| 1964 | -                                                                | -                                                                                   | -                                            | 1774      | -                 |
| 1990 | -                                                                | -                                                                                   | -                                            | 1209      | -                 |
| 2000 | -                                                                | -                                                                                   | -                                            | -         | 2706              |
| 2007 | -                                                                | -                                                                                   | -                                            | -         | 2457              |
| 2009 | -                                                                | -                                                                                   | -                                            | -         | 2346              |
| 2011 | 1065                                                             | -                                                                                   | -                                            | 1178      | 2243              |
| 2012 | -                                                                | -                                                                                   | -                                            | -         | 2285              |

## Gemeindegliederung

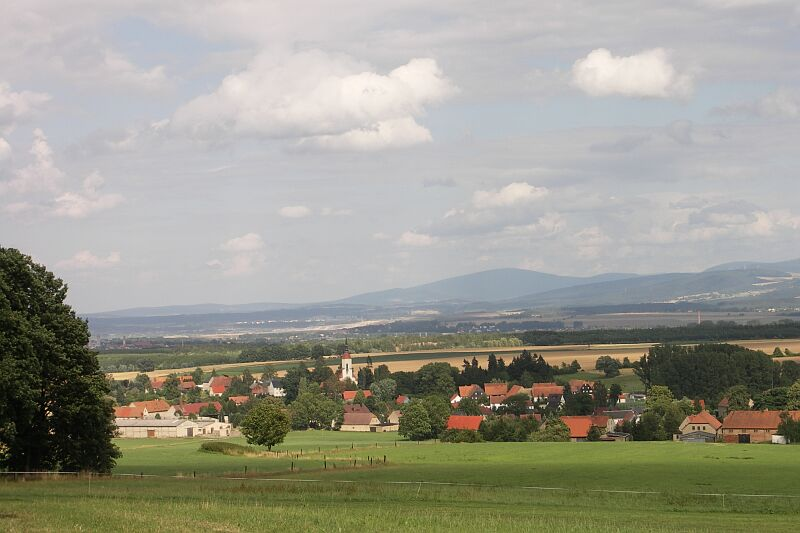
Bertsdorf vom Seidelsberg gesehen

Zur Gemeinde Bertsdorf-Hörnitz gehören die Orte
- Bertsdorf
- Hörnitz

## Politik

### Gemeinderat
Seit der Gemeinderatswahl am 9. Juni 2024 verteilen sich die zwölf Sitze des Gemeinderates folgendermaßen auf die einzelnen Gruppierungen (in Klammer die Veränderungen zu 2019)
- Freie Wähler: 7 Sitze
- CDU: 3 Sitze
- AfD: 1 Sitz (zwei Sitze bleiben mangels Bewerbern unbesetzt)
- Bündnis Oberlausitz/Freie Sachsen: 1 Sitz

| Gemeinderat ab 2024Insgesamt 12 Sitze - FW: 7 - CDU: 3 - AfD: 1 - FS: 1 Die AfD kann zwei Sitze nicht besetzten. Der Gemeinderat verkleinert sich entsprechend. | Liste                              | 2024   | 2024   | 2019   | 2019   | 2014   | 2014   |
| Gemeinderat ab 2024Insgesamt 12 Sitze - FW: 7 - CDU: 3 - AfD: 1 - FS: 1 Die AfD kann zwei Sitze nicht besetzten. Der Gemeinderat verkleinert sich entsprechend. | Liste                              | Sitze  | in %   | Sitze  | in %   | Sitze  | in %   |
| Gemeinderat ab 2024Insgesamt 12 Sitze - FW: 7 - CDU: 3 - AfD: 1 - FS: 1 Die AfD kann zwei Sitze nicht besetzten. Der Gemeinderat verkleinert sich entsprechend. | Freie Wähler                       | 7      | 46,8   | 11     | 75,7   | 9      | 56,6   |
| Gemeinderat ab 2024Insgesamt 12 Sitze - FW: 7 - CDU: 3 - AfD: 1 - FS: 1 Die AfD kann zwei Sitze nicht besetzten. Der Gemeinderat verkleinert sich entsprechend. | CDU                                | 3      | 23,4   | 3      | 24,3   | 4      | 28,6   |
| Gemeinderat ab 2024Insgesamt 12 Sitze - FW: 7 - CDU: 3 - AfD: 1 - FS: 1 Die AfD kann zwei Sitze nicht besetzten. Der Gemeinderat verkleinert sich entsprechend. | AfD                                | 1      | 22,2   | –      | –      | –      | –      |
| Gemeinderat ab 2024Insgesamt 12 Sitze - FW: 7 - CDU: 3 - AfD: 1 - FS: 1 Die AfD kann zwei Sitze nicht besetzten. Der Gemeinderat verkleinert sich entsprechend. | Bündnis Oberlautsitz/Freie Sachsen | 1      | 7,6    | –      | –      | –      | –      |
| Gemeinderat ab 2024Insgesamt 12 Sitze - FW: 7 - CDU: 3 - AfD: 1 - FS: 1 Die AfD kann zwei Sitze nicht besetzten. Der Gemeinderat verkleinert sich entsprechend. | Linke                              | –      | –      | –      | –      | 1      | 9,0    |
| Gemeinderat ab 2024Insgesamt 12 Sitze - FW: 7 - CDU: 3 - AfD: 1 - FS: 1 Die AfD kann zwei Sitze nicht besetzten. Der Gemeinderat verkleinert sich entsprechend. | NPD                                | –      | –      | –      | –      | –      | 5,8    |
| Gemeinderat ab 2024Insgesamt 12 Sitze - FW: 7 - CDU: 3 - AfD: 1 - FS: 1 Die AfD kann zwei Sitze nicht besetzten. Der Gemeinderat verkleinert sich entsprechend. | Wahlbeteiligung                    | 75,7 % | 75,7 % | 69,3 % | 69,3 % | 61,6 % | 61,6 % |

### Bürgermeister
Günther Ohmann (parteilos) wurde bei der Wahl am 12. Juni 2022 mit einem Stimmenanteil von 91,5 % für weitere sieben Jahre in seinem Ehrenamt bestätigt.
| Wahl | Bürgermeister                                  | Vorschlag                                      | Wahlergebnis (in %)                            |
| ---- | ---------------------------------------------- | ---------------------------------------------- | ---------------------------------------------- |
| 2025 | Wahl am 31. August (und ggf. am 28. September) | Wahl am 31. August (und ggf. am 28. September) | Wahl am 31. August (und ggf. am 28. September) |
| 2022 | Günther Ohmann                                 | Ohmann                                         | 91,5                                           |
| 2015 | Günther Ohmann                                 | FW-BH                                          | 80,6                                           |
| 2008 | Volker Müller                                  | FrW                                            | 71,7                                           |
| 2001 | Christian Linke                                | FW Berthsdorf-Hörnitz                          | 97,1                                           |

## Wirtschaft
Es gibt eine Reihe von ansässigen Unternehmen im Ort.
OT Hörnitz:
- Bäckerei Maiwald
- Elektro Schubert
- Gaststätte Koitsche
- Tischlerei Schramm
- eine Altenpflegeeinrichtung
- Fliesen Kunze
- Getränke Kubizil
- Tischlerei Kienöl
- uvm

OT Bertsdorf:
- (Land-)Bäckerei Hahmann
- Fleischerei Richter
- Gaststätte "Felsenkeller"
- Tischlerei Ender
- Taxiunternehmen Nyzik
- uvm

## Partnergemeinde
- Skalice u České Lípy, Tschechien[15]

## Sehenswürdigkeiten
→ siehe auch: Liste der Kulturdenkmale in Bertsdorf-Hörnitz
- Schloss Althörnitz
- Barockkirche Bertsdorf
- Kirche Hörnitz
- Umgebindehäuser
- Mandaubrücke
- Wachtelhaus in der Straße der Jugend
- Breiteberg mit Aussichtsturm und Querxhöhle
- Aussichtspunkt Koitsche
- Klesse Mühle Bertsdorf
- Schloss Neuhörnitz (ehem. Brauerei)
- Grundschule Bertsdorf

### Naturschutz
- Siehe auch: Liste der Naturdenkmale in Bertsdorf-Hörnitz

## Persönlichkeiten
- Wilhelm Fröhlich, Maler
- Johanna Ullrich, Malerin und Gärtnerin
- Richard Israel, Kunstmaler
- Friedrich Renger, Arzt
- Erich Hirte (1904–1996), tschechoslowakischer Politiker deutscher Nationalität
- Jürgen Israel (* 1944), Lektor, Publizist und Autor
- Veit Krauß (1893–1968), Maler
- August von Manteuffel (1765–1842), königlich-sächsischer Wirklicher Geheimer Rat, Konferenzminister und Gesandter am Bundestag
- Siegfried Schreiber (1928–1988), Bildhauer und Maler
- René Sommerfeldt (* 1974), Gesamtweltcupgewinner im Skilanglauf (2004).